# Stora Köperödssjön
Stora Köperödssjön är en sjö i Uddevalla kommun i Bohuslän och ingår i Bäveåns huvudavrinningsområde. Sjön är 13 meter djup, har en yta på 0,265 kvadratkilometer och befinner sig 55,8 meter över havet.

## Delavrinningsområde
Stora Köperödssjön ingår i det delavrinningsområde (647728-127801) som SMHI kallar för Utloppet av Stora Köperödssjön. Medelhöjden är 63 meter över havet och ytan är 0,93 kvadratkilometer. Räknas de 2 avrinningsområdena uppströms in blir den ackumulerade arean 1,25 kvadratkilometer. Vattendraget som avvattnar avrinningsområdet har biflödesordning 2, vilket innebär att vattnet flödar genom totalt 2 vattendrag innan det når havet efter 9,7 kilometer. Avrinningsområdet består mestadels av skog (68 %). Avrinningsområdet har 0,27 kvadratkilometer vattenytor vilket ger det en sjöprocent på 29 %.